# Swab
Swab (borgerligt navn Jesper Schwabe Andersen) er en dansk dj og musikproducer, der er medlem af grupperne Bumsestilen, Manus Nigra, Say Fåk (Swab & Christopher McLaughlin) og Kong Salami samt dj for freestylekollektivet Ordets Magt.
I 2001 udgav han sit første soloalbum, men har primært haft koncentreret sig om arbejdet med Bumsestilen. Desuden spiller han ofte som dj inden for genrerne hiphop, elektronisk, dubstep, reggae og soul/funk.
Han har produceret og ageret dj for rappere som Professor P, Trepac, Kasper Spez, Dialekten, D-On, og folk som Kong Salami, Tonny Flex, Southern Gothic Choir m.fl., samt remixet for bl.a. Pharfar, Postyr Project, Indigo Sun, Kill Screen Music, Southern Gothic Tales og M-Cnatet.
Han har også komponeret musik til diverse reklamer og lavet lyddesign og lydidentitet for virksomheder som bl.a. Innovation Lab ligesom han har medvirket på diverse kompilationer gennem årene.
D. 13. maj 2013 udgav Swab sit andet soloalbum Panorama Playground, der, udover nogle få udvalgte amerikanske rappere, primært vil bestå af sangnumre og instrumentaler. Albummet blev udgivet i samarbejde med den danske tøjkæde qUINT og er blevet modtaget meget positivt af anmelderne. Derudover er han eksklusiv producer på Gråzones’ kommende EP og leverer produktioner til diverse danske rappere som fx Sawyer og Ham Den Lange.

## Diskografi

### Soloalbum
- 2001 – Half & Half
- 2013 – Panorama Playground

### Singler
- 2013 – A Killer In My Dreams feat. LeGros
- 2013 – Cold Love feat. Christopher McLaughlin

### Udgivelser
- 2013 – Gråzone - Gråzone EP
- 2013 – Gråzone feat. Tonny Flex - Karma Kommer Tilbage
- 2013 – Daniel Dumont - Up In Smoke
- 2012 – Sawyer – 13 December Har produceret nummeret "En Mand Fra Trøjborg"
- 2012 – Tonny Flex – Electric Orchid / Flip Flop Lost
- 2012 – Dialekten – Spis Rester 2 Har cuts på nummeret "Bang'ne Soul"
- 2012 – D-On – Ulykkelig Ærlighed Har produceret nummeret “Jeg tror jeg dør”
- 2011 – ”Postyr Project – Postyr Project CD version”
- 2011 – Bumsestilen – Ugens Uundgåelige single
- 2011 – Bumsestilen – Ude af trit med flokken CD-version
- 2011 – Bumsestilen – Ude af trit med flokken LP-version del 2
- 2011 – Trepac – Fatamorgana Har produceret numrene “Trivia”, “Velkommen i rodebutikken” og “Og så levede de lykkeligt”
- 2011 – Diverse – Beasts 2 Medvirker med numrene “The Truth About Rock ‘N’ Roll” og “Pray For Green Paper”
- 2010 – Bumsestilen – Mens vi venter...
- 2010 – Bumsestilen – Ude af trit med flokken LP-version del 1
- 2010 – Diverse – Spytbakken 2 Medvirker med nummeret “Punkfunk”
- 2008 – Diverse – And then came the invisible morning… Medvirker med nummeret “This Sad World”
- 2007 – Southern Gothic Choir – In Every Seaport Town
- 2007 – Kong Salami – Fredspiben
- 2005 – The Bandit – Babyskin & Bacon
- 2005 – Bumsestilen – Naturligvis
- 2004 – Diverse – Fight Beats Medvirker med nummeret “Swab Beat”
- 2004 – Professor P – Gone For A While Har produceret nummeret “Simple And Plain”

### Remixes
- 2013 – Southern Gothic Tales - Fuck Me Up With Word And Wine (Swab Remix)
- 2011 – Pharfar – Signs Of The Time (Swab Dubstep Remix)
- 2011 – Postyr Project – Breath (Swab Remix)
- 2010 – M-Cnatet – Rejsen til Utopia (Swab Remix)
- 2009 – Indigo Sun – Take Me To The Moon (Swab Remix)
- 2009 – Kong Salami – Regler (Swab Remix)